# JSON-LD

JSON-LD(JavaScript Object Notation for Linked Data)는 JSON을 사용하여 링크드 데이터를 인코딩하는 방식이다. 목적은 개발자들이 기존의 JSON을 JSON-LD로 변환하는데 들어가는 노력을 가능한 최소화시키는 것이었다. 이로써 데이터가 전통적인 JSON과 유사한 방식으로 직렬화할 수 있게 된다. 월드 와이드 웹 컨소시엄 권고안의 하나이다. 검토, 개선, 표준화를 위해 RDF 워킹 그룹으로 이전되기 전까지는 처음에 JSON 포 링킹 데이터 커뮤니티 그룹(JSON for Linking Data Community Group)에 의해 개발되었다.

## 디자인
JSON-LD는 JSON→RDF 모델의 추가적인 매핑을 제공하기 위한 컨텍스트의 개념으로 설계되어 있다. 이 컨텍스트는 JSON 문서 내의 객체 속성을 온톨로지의 개념에 연결시킨다. JSON-LD 문법을 RDF에 매핑시키기 위해 JSON-LD는 값들을 특정한 유형에 강제시키거나 특정 언어에 태그할 수 있게 허용한다. 컨텍스트는 JSON-LD 문서에 직접 추가하거나 별도 파일에 넣거나 다른 문서들로부터(HTTP 링크 헤더를 통해 전통적인 JSON 문서로부터) 참조할 수 있다.

## 예시
```
{

  
"@context"
:
 
{

    
"name"
:
 
"http://xmlns.com/foaf/0.1/name"
,

    
"homepage"
:
 
{

      
"@id"
:
 
"http://xmlns.com/foaf/0.1/workplaceHomepage"
,

      
"@type"
:
 
"@id"

    
},

    
"Person"
:
 
"http://xmlns.com/foaf/0.1/Person"

  
},

  
"@id"
:
 
"https://me.example.com"
,

  
"@type"
:
 
"Person"
,

  
"name"
:
 
"John Smith"
,

  
"homepage"
:
 
"https://www.example.com/"

}

```